# Amidu Salifu
Amidu Salifu (Accra, 20 september 1992) is een Ghanees voetballer die als middenvelder speelt.

## Clubcarrière
Salifu werd in januari 2011 na acht wedstrijden in het shirt van Vicenza Calcio overgenomen door ACF Fiorentina. Op 23 april 2011 debuteerde hij in de Serie A, tegen Cagliari als invaller voor Adrian Mutu. Tijdens het seizoen 2012/13 werd hij uitgeleend aan Catania Calcio. In 2013 werd besloten om hem voor twee seizoenen uit te lenen aan Modena.